# Jane Törnqvist

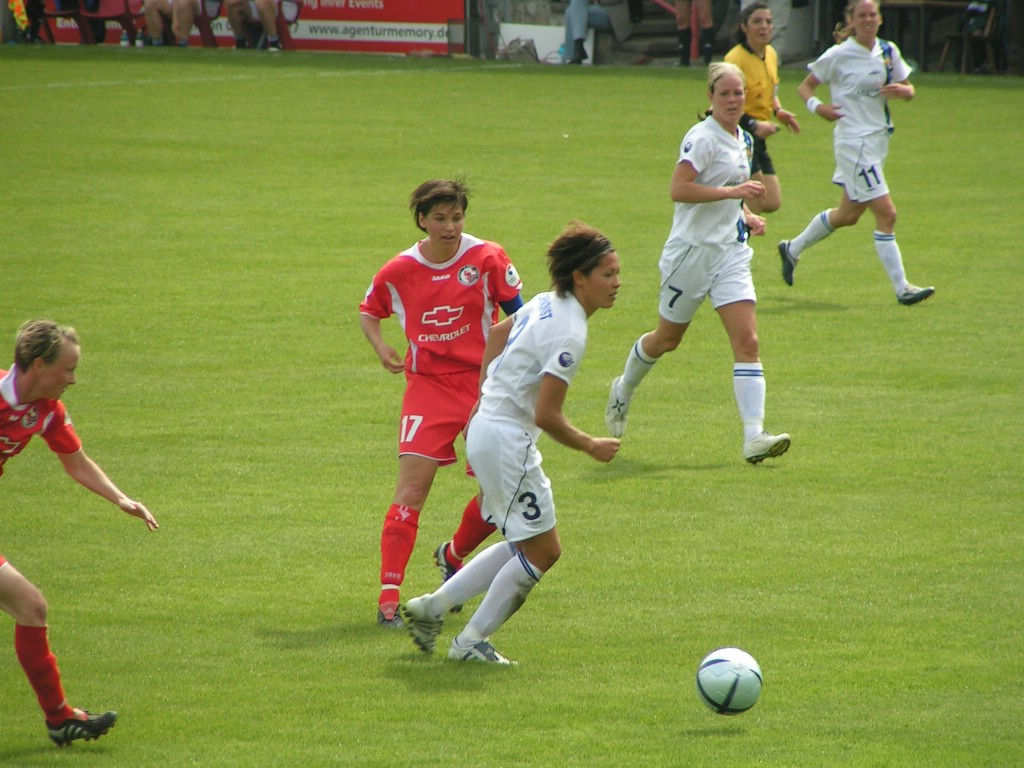
Jane Törnqvist (närmast i vit tröja) i UEFA Women's Cup-finalen 2005.

Jane Törnqvist, född 9 maj 1975 i Manila, Filippinerna, är en svensk tidigare fotbollsspelare. Från sin position som försvarare (mittback) spelade hon totalt 109 landskamper. Hon spelade sin sista tid inom elitfotbollen för Kopparbergs/Göteborg FC, åren 2008–2012. Törnqvist gjorde sin sista match 3 juli 2012 i Kopparbergs/Göteborgs bortamatch mot Tyresö, mot den klubb som hon spelade för när hon gjorde allsvensk debut 1994.

## Klubbkarriären
Jane Törnqvist spelade i Hallsta IK under sin juniortid. Som seniorspelare representerade hon sju olika klubbar, och i sin tredje klubb – Tyresö FF – debuterade hon 1994 i Damallsvenskan. Därefter blev det spel i ytterligare tre Stockholmsklubbar – Hammarby IF, Älvsjö AIK och Djurgårdens IF – innan hon avslutade karriären som spelare med fyra år i Kopparbergs/Göteborg FC.
Hösten 2012 presenterades hon som ny fystränare för Kopparbergs/Göteborg FC.

## Internationell karriär
Törnqvist gjorde internationell debut på klubbnivå 2005, då hennes Djurgården nådde semifinal i UEFA Women's Champions League. I svenska landslaget debuterade hon redan 1996, när Sverige 31 augusti slog Danmark med 2–0 i en kvalomgång till EM. Hon spelade totalt 33 matcher i U21-landslaget samt 109 landskamper för seniorlandslaget.